# マーケット・アナライズplus+
『マーケット・アナライズplus+』（マーケットアナライズプラス）は、BS12 トゥエルビの株式情報番組である。
本稿では、前番組の『岡崎・鈴木のマーケット・アナライズ』、後番組の『マーケット・アナライズCONNECT』についても述べる。
また、ラジオNIKKEIで放送されているスピンオフ番組『マーケット・アナライズ・マンデー』についても本項で詳述する。

## 概要
金融ストラテジストの岡崎良介と、証券アナリストの鈴木一之が毎週、株式市場や金融トピックスに精通したゲストを迎えて、投資情報を必要としたあらゆる人たちを対象にマーケット情報を提供する。
2012年開始時の番組名は『岡崎・鈴木のマーケット・アナライズ』（おかざき・すずきのマーケットアナライズ）。2015年10月から番組名が「マーケット・アナライズplus＋」に変更になり、松尾英里子ら新アシスタントも加わる。
2023年4月より『マーケット・アナライズCONNECT』に改題。隔週の放送となり放送時間も30分間に戻った。岡崎、鈴木、松尾の3人は続投する。

## 出演者
メインコメンテーター
- 岡崎良介（金融ストラテジスト）

マーケット解説
- 鈴木一之（証券アナリスト）

アシスタント
- 櫻井彩子（～2015年9月）
- 松尾英里子（2015年10月～）

サブアシスタント
- 丸山裕理（2015年10月～2023年3月）
- 瞳ゆゆ（2015年10月～2023年3月）

## 放送時間
- 土曜日6:30 - 7:00（2012年8月4日 - 9月29日）[1]
- 土曜日6:15 - 7:00（2012年10月6日[2] - 2014年9月27日）
- 土曜日13:00 - 13:45（2014年10月4日 - 2015年3月28日）
- 土曜日13:00 - 14:00（2015年4月4日 - 2022年3月26日）
- 土曜日13:00 - 14:00（2022年4月2日 - 2023年3月25日）
- 土曜日6:00 - 6:30（2023年4月1日 - ）

## マーケット・アナライズ・マンデー
『マーケット・アナライズ・マンデー』（Market Analyze Monday）は、2013年6月3日からラジオNIKKEIで放送されている、『マーケット・アナライズ』のスピンオフ・ラジオ番組である。
レギュラー放送と同様、岡崎良介・鈴木一之をパーソナリティに、海外マーケットの最新情報やテレビ番組では聴けないような耳寄り情報も伝える。

### 放送時間
- 月曜日11:35 - 12:00（JST）
- 祝日の場合は放送枠を35分拡大したスペシャル版で放送。その時のタイトルは『マーケット・アナライズ・ホリデー』（または『マーケット・アナライズ・スペシャル』）となるが、翌日の火曜日に移して『マーケット・アナライズ・チュースデー』として代替放送する場合がある。